# Brucella melitensis
Brucella melitensis é uma bactéria patogênica cocobacilar gram-negativa da família Brucellaceae, imóvel, intracelular, não-esporuladora, aeróbica (mas precisam de 5 a 10% de CO2 para crescerem bem). Crescem em 2 a 3 dias em cultivo enriquecido a 37°C. Podem ser lisos ou enrugados dependendo da presença de polissacarídeo O na membrana. São catalase, oxidase e urease positivas. Reduzem nitratos a nitritos e são nutricionalmente exigentes.

## Transmissão
A Brucella melitensis pode ser transmitida por moscas, por contato direto com o gado infectado, por consumo de laticínios não-pasteurizados ou de carne mal passada ou por aerossóis infectados.
Depois do nascimento ou de aborto a bactéria persiste no útero, placenta e líquidos pós-parto em altas quantidades, sendo muito infecciosos. Quando recém nascidos convivem com adultos, é comum que os primeiros casos sejam acompanhados de um surto de brucelose para a maioria do rebanho.

## Epidemiologia
Atualmente é mais comum em países incluem a área mediterrâneos, na América do Sul e Central, na Europa Oriental, Ásia, África e Oriente Médio.

## Patologia
A bactéria provoca Brucelose em ovinos, caprinos, bovinos e humanos (em humanos também é conhecida como Febre de Malta). A bactéria entra em macrófagos e inibe parte do sistema de defesa do portador. A brucelose reprodutivas em humanos e no gado, podendo causar inflamação, infertilidade, menor produção de leite e aborto.
Pode ser prevenido com vacina, roupa adequada, cozimento dos alimentos e eliminação das moscas. tratado com Rifampicina, Trimetoprim, Doxiciclina, Gentamicina e Ciprofloxacina.

## História
A amostra mais antiga da bactéria foi detectada em um resíduo sólido de queijo de 3200 anos de idade, que foi encontrado nas escavações da tumba de Ptahmose (vizier) em 2010 no egito, por pesquisadores da Universidade de Catânia.